# Moretta
Moretta (piemontiul: Morëtta) település Olaszországban, Piemont régióban, Cuneo megyében. Lakosainak száma 4061 fő (2023. január 1.). Moretta Cardè, Faule, Murello, Polonghera, Saluzzo, Torre San Giorgio, Villanova Solaro és Villafranca Piemonte községekkel határos.

## Népesség
A település lakossága az elmúlt években az alábbi módon változott:
| Lakosok száma | 4141 | 4103 | 4061 |
|               | 2017 | 2018 | 2023 |

## Közlekedés
A vasútállomás 	1885 és 1986 között működött.

## Személyek
Itt született Angelo Tasca (1892–1960) újságíró és politikus.